# Mauricijska rupija
Mauricijska rupija, ISO 4217: MUR je službeno sredstvo plaćanja na Mauricijusu. Označava se simbolom Rs, a dijeli se na 100 centa.
Mauricijska rupija je uvedena 1877. godine, kada je zamijenio indijsku rupiju, i to u omjeru 1:1.
U optjecaju su kovanice od 1, 5, 10 i 20 rupija, i novčanice od 25, 50, 100, 200, 500, 1000 i 2000 rupija.